# 店子乡 (合水县)
店子乡，是中华人民共和国甘肃省庆阳市合水县下辖的一个乡镇级行政单位。

## 行政区划
店子乡下辖以下地区：
店子村、双柳树村、连家庄村和吕家岘子村。